# Курдидик Анатоль Петрович
Анато́ль-Юліа́н Курди́дик  (літературні псевдоніми та криптоніми: Анатоль Бовшівський, Осій Гольтіпака, Осип Гольтіпака, Рогатинець, Осій Г., О. Г., АКА, Ака, А. К., а. к., ак., А. а.; 24 липня 1905, Підгайці, Галичина, Австро-Угорщина, нині: Тернопільської області — 25 червня 2001, Вінніпег, Канада) — український письменник, поет, журналіст, громадський діяч, упорядник книжок, автор передмов і приміток до книг.
|  | Історія XX століття прирекла Анатоля Курдидика, як і мільйони інших українців, на важке життя — переслідування більшовицькою владою, гестапівські тюрми, примусові роботи в німецьких шахтах, доля довічного емігранта. Але за всіх тяжких умов він піклувався українськими виданнями, українською пресою. — Клара Гудзик. День |

## Життєпис
Народився Анатоль-Юліан Курдидик як найстарший син о. Петра Курдидика, сотрудника парафії УГКЦ Успіння Пресвятої Богородиці в Підгайцях, і Стефанії з роду де Остоя Стеблецької. Сам Петро Курдидик — виходець із села Бовшів та син рільника Симеона Курдидика й Марії Атаманюк.

Анатоль Курдидик у батька на колінах, брат Ярослав — у матері (фото 1908 р.)

Своє дитинство Анатоль Курдидик прожив у селі Покропивна, де його батько служив місцевим парохом до 1919 року. Відвідував школу в Тернополі, а в 1916 році у зв'язку з російською окупацією Тернополя, вступив до Української академічної гімназії у Львові. Тут у 1924, перед самими випускними іспитами, його заарештовано польською владою й ув'язнено на тримісячний термін у тюрмі в Бережанах. Згодом одержавши, як політв'язень, дозвіл на допущення до матури, склав її в 1926 році.

Анатоль Курдидик — матуральне фото (1924 р.)

Анатоля згодом прийнято на юридичний факультет Університету Яна Казиміра (нині: Львівський університет), але таки після вступних іспитів у 1926 його мобілізовано до польського війська, в якому відбув півторарічну службу в мундирі звичайного вояка Піхотного полку № 2 у Піньчуві. Прилапаний у Піньчовському повіті з посилкою підпільної «Сурми» (офіційним органом УВО), закінчує службу в армії важкою військовою тюрмою в Перемишлі — і, звільнений з корпусної тюрми після трьох місяців казематного ув'язнення, назавжди обирає життєвий шлях українського літератора й публіциста: стає кореспондентом і співробітником українських газет у довоєнному Львові; згодом — на еміграції та в Західній діаспорі.

## Літературна діяльність
Рання літературна діяльність Анатоля Курдидика невід'ємно пов'язана із львівськими літературними групами «Листопад» і «12», з Товариством письменників і журналістів ім. Івана Франка (ТОПІЖ) у довоєнному Львові. Дебютував нарисом «Осьмак» в 1924 р. у місячнику «Поступ». Як поет і фейлетоніст активно друкувався в часописах «Український голос», «Вісти з Лугу», «Назустріч», «Неділя», «Дажбог», «Жіноча доля», «Нова хата», «Діло», «Студентський шлях», «Просвіта»; як гуморист — у «Комарі» і «Зизі».
Автор сценічних творів: оперета «Залізна острога» (з Луцем Лісевичем), що йшла в театрі Миколи Бенцаля в 1934 році; популярна комедія «Ой, та Просвіта» у 1938 p. Вірші, нариси, новелі й оповідання його публікувались у всій західноукраїнській пресі в 1930—1939 pp., та в емігрантських періодиках 1940—1945 pp.
Переїхавши по Другій світовій війні в Канаду, очолював у Торонто Літературно-мистецький клуб, був співзасновником і головою Спілки українських журналістів Канади; у м. Вінніпег — організатор і президент Літературно-мистецького клубу (1963—1973). Член ОУП «Слово» і Української вільної академії наук.

## Журналістська діяльність

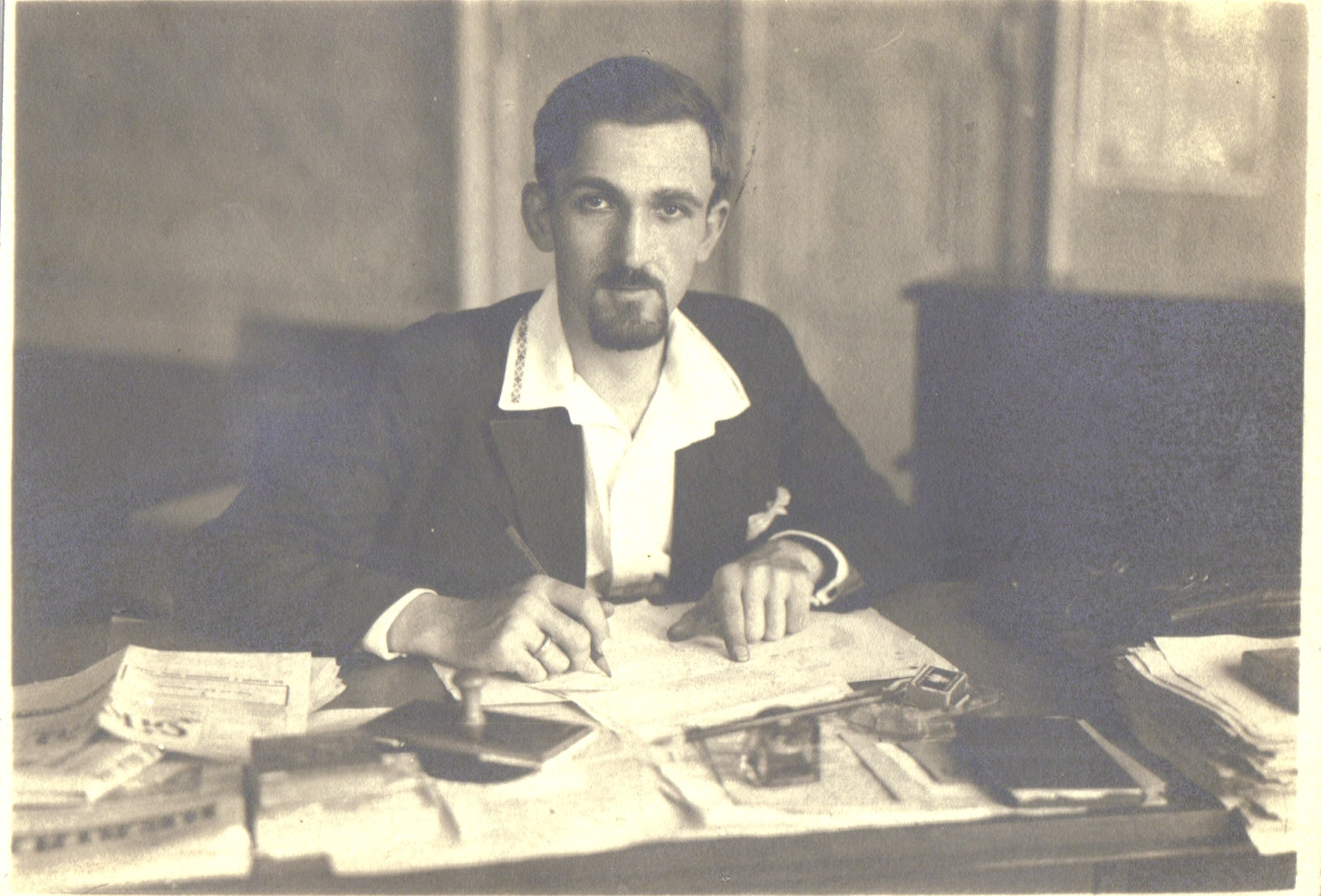
Анатоль Курдидик за редакторським столом у «Неділі» (фото: Львів, 1934 р.)

Життя змусило Анатоля Курдидика писати публіцистику: журналістська діяльність бере початок у Перемишлі в «Українському голосі» (1928—1929), продовжується у Львові у тижневику «Неділя» (1929—1934) та завершується у щоденнику «Діло» (1934—1939).
З настанням «золотого вересня», будучи вже відомим літератором і журналістом зі стажем, подався на еміграцію: Польща (1940—1945), Західна Німеччина (1945—1951), Канада (з 1951 року).
Після радянської окупації Львова працює віденським кореспондентом для «Краківських вістей» у Польщі (1940—1945), та співробітником газети для українських біженців «Неділі» у місті Ашафенбург, Німеччина (1945—1949).
З 1951 року в Канаді: у Торонто — з 1954 співробітник часопису «Український робітник»; з 1956 співзасновник і редактор тижневика «Вільне слово» (до 26 червня 1960). У місті Вінніпег — редактор тижневика «Новий шлях» (1960—1962) і співредактор «Поступу» (1962—1970), співробітник-кореспондент з 1970 р. «Українського голосу».
Відігравав помітну роль в культурному житті української діаспори в Канаді. В емігрантській українській пресі займав націоналістично-патріотичні позиції. За довголітню працю на полі української журналістики нагороджений у 1974 р. Шевченківською медаллю Конґресу Українців Канади.
|  | ...за словами його сина Лева Курдидика, «первісним полем батькової журналістської діяльності завжди була Україна». Зусиллями Фундації імені Тараса Шевченка (Канада) частину журналістського доробку пана Курдидика було видано окремою книжкою під назвою «Записки з буднів». Ці статті написані, головним чином, у 1970-х роках і надруковані в «Українському голосі» у місті Вінніпег за життя автора. |

## Цитати
Манітобським архівом було збережено та через півстоліття передано «Дню» статтю Анатоля Курдидика, яка друкувалась в націоналістичному виданні «Новий шлях» 8 липня 1961 року, напередодні відкриття українською діаспорою пам'ятника Тарасові Шевченку у «столиці українців Канади» — Вінніпезі. В цій статті звучить занепокоєння про пам'ятники, які в часи СРСР полонили українські міста та села:
|  | ...і маркси, і енѓельси, і леніни, і сталіни, і доярки та інші орденоносці, і навіть зрадники й кати — щорси, галани, морозови. |

Журналіст разом з тим, пророкує:
|  | Віримо: настане такий день, коли з усього цього «московського сміття», що розбрелося кам’яними бовдурами по замордованій, але нескореній Україні, не залишиться стільки, скільки залишилося було з «геніяльного батька» Сталіна 1956 р. у Будапешті... А коли настане Ясний День України, то на її оновленій землі, в якій справді «врага не буде, супостата,/A буде син, і буде мати,/ I будуть люди на землі...» — Шевченко дочекається своїх пам’ятників. |

## Творчий доробок

### Книжкові видання

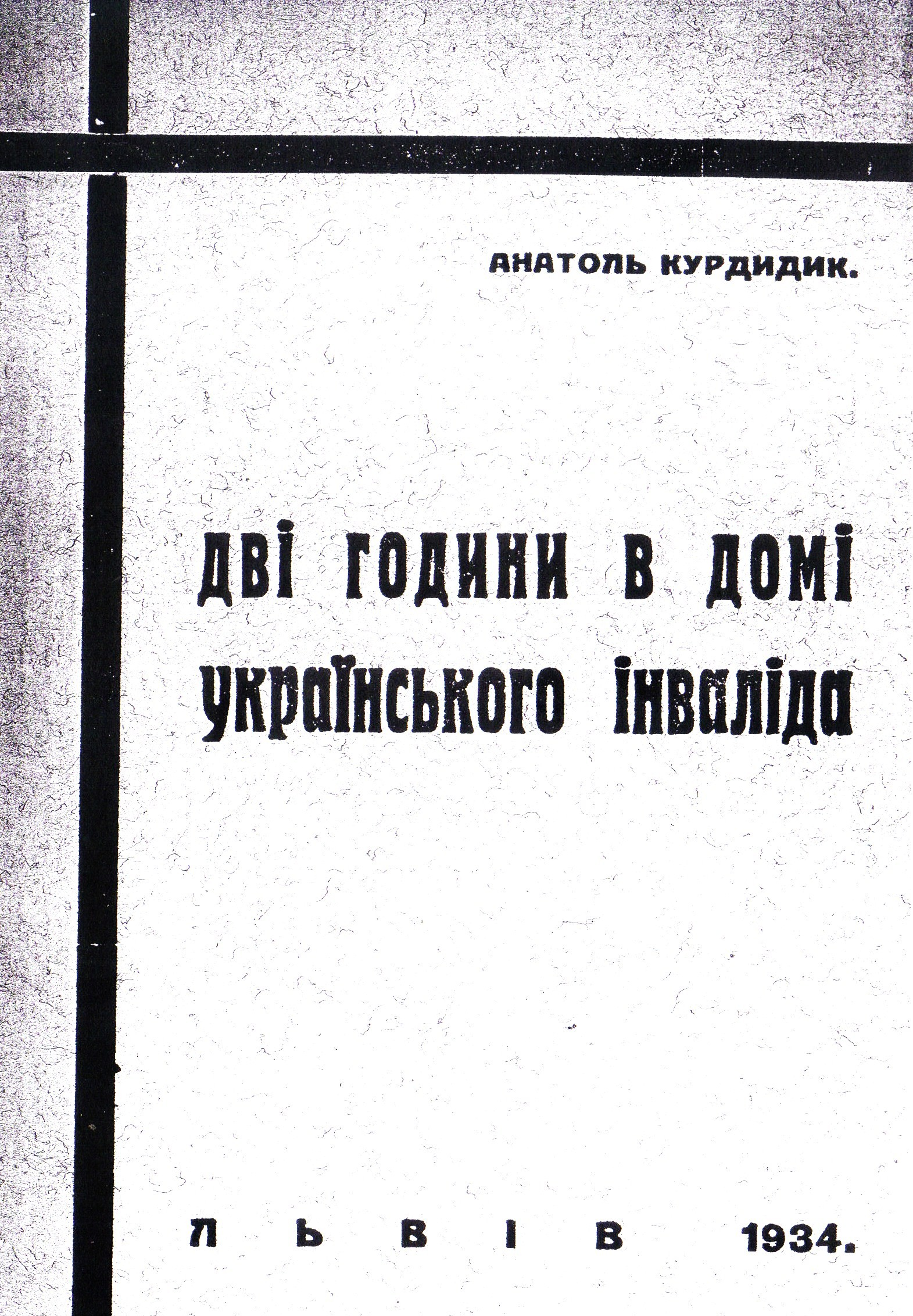
Репортаж «Дві години в домі українського інваліда», Львів, 1934

##### 1929
«Ясні вогні: Оповідання» збірка легенд, Львів

##### 1932
«Маленькі борці: Оповідання з недавного минулого», Львів

##### 1934
«Дві години в домі українського інваліда»

##### 1935
«Тайна одного знайомого: Оповідання», Львів
«До ясного завтра: Короткий огляд найновіших здобутків людського духа»

##### 1936
«До сонця золотого»

##### 1937
«Отаман Махно»

##### 1939
«Від Попраду по Тису: Дещо про минуле та сьогочасне Карпатської України»
«Собі самому: Оповідання про господарсько-садівничу школу „Просвіти“ в Милованні»

##### 1943
«Три королі і дама», Краків

##### 1977
«Записки з буднів: Фейлетони і нариси»

##### 2007
(передрук): «Три королі і дама», Львів

### Оповідання
| 1924: «Осьмак» 1928: «Побратимові» «Мати» «У ніч під Андрія» «Сестра Міля» «Три останні патрони» «Перший» «Залізна зупа» «Я — ні...» «Геройський вчинок» «Самсон» 1929: «Невідомому Воякови» «Жаринка» «При поромі» | 1930: «Серце скорострілу» 1931: «Третя сотня» «Сотник Охота» «З вовчої пащі» «Сестра Міля» «Хам» (Спогад з полону) «Поєдинок сотника Шкварського» 1932: «За колядою» «Офермоватий» «Чорні духи» «Коні» «Ксеня» | 1933: «Каміння на дорозі» «Оплески для Лугу» «Гниди» «Не кинув...» «Медьо» «Паранька» 1934: «Малий гарматчик» «Меценат: Нарис олівцем» 1935: «Один факт» «Медьо» |

### Нариси
- 1934:
«Опис Черча, города Амора й Ескулапа, що здобув собі славу в краю і закордоном завдяки водам цілющим і живлющим, від яких хворі скачуть, як олені: (Виняток з докторської дисертації, предложеної членам філософічного факультету Вільного Університету в Черчі)»
- 1937:
«В країні вільх та очеретів. Вражіння з поїзди на Полісся»
«Серед братів з останніх бастіонів. Вражіння з дороги»

### Мініатюри
| 1932: «Легенда про велета» |

### Гуморески
| 1928: «Ком-назва» «Село йде з нами» | 1929: «Бухарін» «Сов-Кіно» | 1935: «Червоний капелюшок»> |

### П'єси
| 1934: «Залізна Острога» оперета | 1938: «Ой, та «Просвіта» |

### Імпровізації
| 1929: «Київські свята» «Свят-вечір 1649 р. в Києві» | 1932: «Молитва» |

### Поезія
| 1930: «В свято правди» 1935: «Поема про стрілецьку шапку» | 1938: «Просвіти армія іде!», муз. М. Колеса «Сонце Просвіти», муз. Н. Нижанківський «Не гнути нам голов журбою», муз. В. Барвінський «Шлях мільйонів», муз. Б. Кудрик |

## Стефанія Курдидик
Стефанія Курдидик — дружина Анатоля Курдидика, є автором книги поезій «Мій псалом тобі». Публікація вийшла друком на майже 100 сторінках у в-ві Отців Василіян «Місіонер» у Львові з датою 1996 року. У ній 84 вірші, у яких авторка висловлює своє ставлення до життя, природи, до Бога.